# Mennigjeshave
Mennigjeshave was een havezate in het Nederlandse dorp Den Ham, provincie Overijssel. Van de havezate zijn geen zichtbare restanten bewaard gebleven.

## Geschiedenis
Begin 15e eeuw was het erve Merinxhave in gebruik bij ene Seino. Hadewig van Hulsen, echtgenote van Zweder van den Schulenborg, had het goed al in 1380 in bezit, waarna haar zoon Simon in 1412 met die Merinchof werd beleend. Waarschijnlijk heeft Alof van den Rutenberg het goed vervolgens aangekocht. De familie Van den Rutenberg was eigenaar van Zuthem en daarmee was Mennigjeshave voortaan een leen van Zuthem.

### Van Essen
Alof van den Rutenberg beleende in 1422 Hendrik van Essen met Mennigjeshave. Hendrik overleed vóór 1451 en liet de havezate na aan zijn zonen Johan en Hendrik. Uiteindelijk zou Johan de volledige eigenaar worden van Mennigjeshave.
Na het overlijden van Johan rond 1486 verkreeg zijn oudste zoon Hendrik de havezate. Hendrik bewoonde zelf het huis en was lid van de ridderschap van Overijssel. Hij zou Mennigjeshave nalaten aan zijn zoon Johan, die er in 1536 mee werd beleend.
Johan trouwde in 1541 met Sophia van den Clooster. Na zijn overlijden in 1553 trok zijn weduwe Sophia zich terug in het Lammenklooster te Deventer. Zoon Hendrik (†1570) trouwde in 1566 met Sophia van Ittersum (†1586) en het stel kreeg twee kinderen: Bertha (†1647) en Johan.
De familie Van Essen was financieel gezien niet erg bemiddeld. Waarschijnlijk was voor Hendrik het onderhoud van zijn moeder niet op te brengen en is zij dus vooral om financiële redenen het klooster ingegaan. Voor zijn eigen vrouw Sophia kon hij ook slechts een lage jaarlijkse uitkering beloven in geval van zijn overlijden. In 1580 werd Sophia - inmiddels weduwe geworden - voor slechts een klein bedrag belast, omdat haar goederen niet erg hoog werden getaxeerd.

### Van Besten
Bertha van Essen erfde Mennigjeshave. Zij huwde in 1591 Johan van Besten (†1616). Hij was afkomstig uit de lage adel en mocht daardoor geen zitting nemen in de ridderschap, ongeacht zijn bezit van de havezate. Toch werd hij in 1604 alsnog tot de ridderschap toegelaten, waarschijnlijk vanwege zijn fervente steun aan de Opstand tegen Spanje. Bertha en Johan kregen vier kinderen en hun oudste zoon Geerlich nam rond 1620 het beheer van de havezate over van zijn moeder.
Geerlich (†1656) probeerde de positie van de havezate veilig te stellen, want zijn leenheer Van den Rutenberg zat rond 1650 in de financiële problemen. In 1656 verzocht Geerlich daarom aan de leenkamer van Overijssel om hem direct met Mennigjeshave te belenen. De leenkamer was als hoogste leenheer hiertoe gemachtigd en beleende Geerlich met de havezate.

### Grubbe
Eind 1656 stierf Geerlich den Besten. Hij had geen kinderen, waardoor de havezate vererfde naar Sophia den Besten. Zij woonde met haar man Herman Goossen Grubbe (1610-1679) op de havezate Herinckhave. Hun huwelijk was problematisch: de hervormde Sophia had met de katholieke Herman afgesproken dat hun kinderen volgens haar geloof werden opgevoed, maar Herman hield zich daar niet aan. Na Sophia's overlijden in 1669 hertrouwde Herman met een katholieke dame en hij zou tijdens de Tweede Münsterse Oorlog de kant van het bisdom Münster kiezen.
Zoon Herman Johan Grubbe - die hervormd was, net als zijn moeder Sophia - was in 1660 al toegelaten tot de ridderschap, op voorwaarde dat hij zich op Mennigjeshave zou vestigen. In 1667 huwde hij Seina van Laer en het echtpaar betrok de havezate. Financieel ging het hen niet goed af en na het overlijden van haar man in 1680 verkocht Seina de havezate De Gelder in Wijhe, in de hoop dat ze dan in ieder geval Mennigjeshave kon behouden. Ze moest echter ook de broers en zuster van haar overleden echtgenoot uitkopen, zoals door Sophia den Besten in 1669 was vastgelegd. Seina verkocht in 1688 noodgedwongen haar huisraad, meubels, paarden en vee, maar de problemen waren te groot geworden en in 1694 werd ze failliet verklaard. Mennigjeshave werd publiekelijk geveild en kwam zo in 1696 in eigendom van Frederik Rudolf van Rechteren.

### Van Rechteren en nieuwbouw
Het bezit van Mennigjeshave bood Frederik Rudolf van Rechteren (1644-1742), telg uit de adellijke familie Van Rechteren, in 1697 de kans om lid te worden van de ridderschap van Overijssel. Hij trouwde in 1706 met Philippina Eleonora van Castell-Rüdenhausen (1676-1757) en het echtpaar liet de vervallen havezate vervangen door een nieuw huis. In 1732 bezochten Andries Schoemaker en de tekenaars Abraham de Haen en Cornelis Pronk de havezate. Zij werden vriendelijk ontvangen door het echtpaar. Pronk zou van het huis een tekening maken, De Haen van de overtuin.

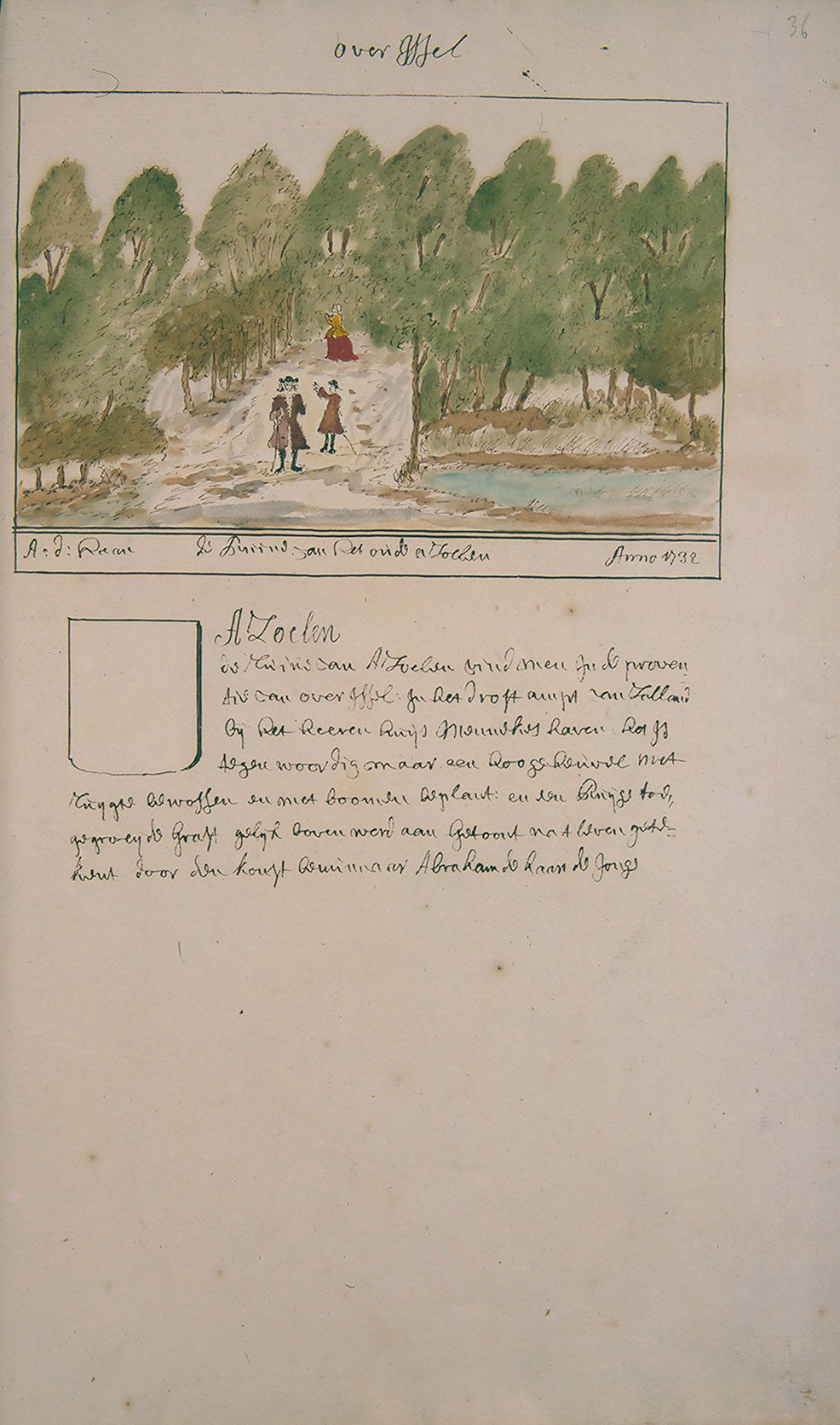
De overtuin van Mennigjeshave, nagetekend door Andries Schoemaker van het origineel van Abraham de Haen. De tuin werd door hen beschouwd als de plek van het voormalige kasteel Azoelen.

Zoon Joachim Philip Adolf (1715-1796) volgde zijn vader op als eigenaar van Mennigjeshave. Hij bewoonde het huis samen met zijn echtgenote Sara van Ittersum. Het huwelijk bleef kinderloos en na Sara's overlijden hertrouwde Joachim in 1759 met Ida Elisabeth van Voorst van Averbergen (†1785). Het stel kreeg drie kinderen, waaronder Frederik Hendrik, die de havezate erfde.

### Afbraak
Frederik Hendrik van Rechteren (1759-1839) was al sinds 1785 dankzij de havezate lid van de ridderschap. Hij kon echter slecht met geld omgaan en verkeerde al snel in financiële problemen. In 1801 werd hij onder curatele gesteld en in 1802 werd de inboedel van Mennigjeshave verkocht. Het huis zelf werd voortaan verhuurd.
In 1834 verkochten de curatoren de havezate voor afbraak. Frederik Hendrik overleed ongehuwd in 1839. Van de havezate waren toen alleen nog twee bouwhuizen, een katerstede en 36 hectare land overgebleven. Zijn erfgenamen verkochten het goed in 1840 in losse percelen. Het zuidelijke bouwhuis werd eveneens afgebroken, maar het noordelijke bouwhuis werd aangekocht door de afgescheiden gereformeerde gemeente die er in 1842 een kerk in vestigde. Op de plek waar tot 1834 het hoofdgebouw had gestaan, werd een pastorie voor de dominee gebouwd. De kerkgemeente verhuisde in 1869 echter naar een nieuwe locatie en verkocht in gedeeltes haar bezit in Den Ham. Zodoende werd in 1904 de pastorie afgebroken en de grond werd verkocht. Ook het bouwhuis werd afgebroken.
Op de plek van het bouwhuis werd een boerderij gebouwd, met de naam Mennigjeshave.

## Beschrijving

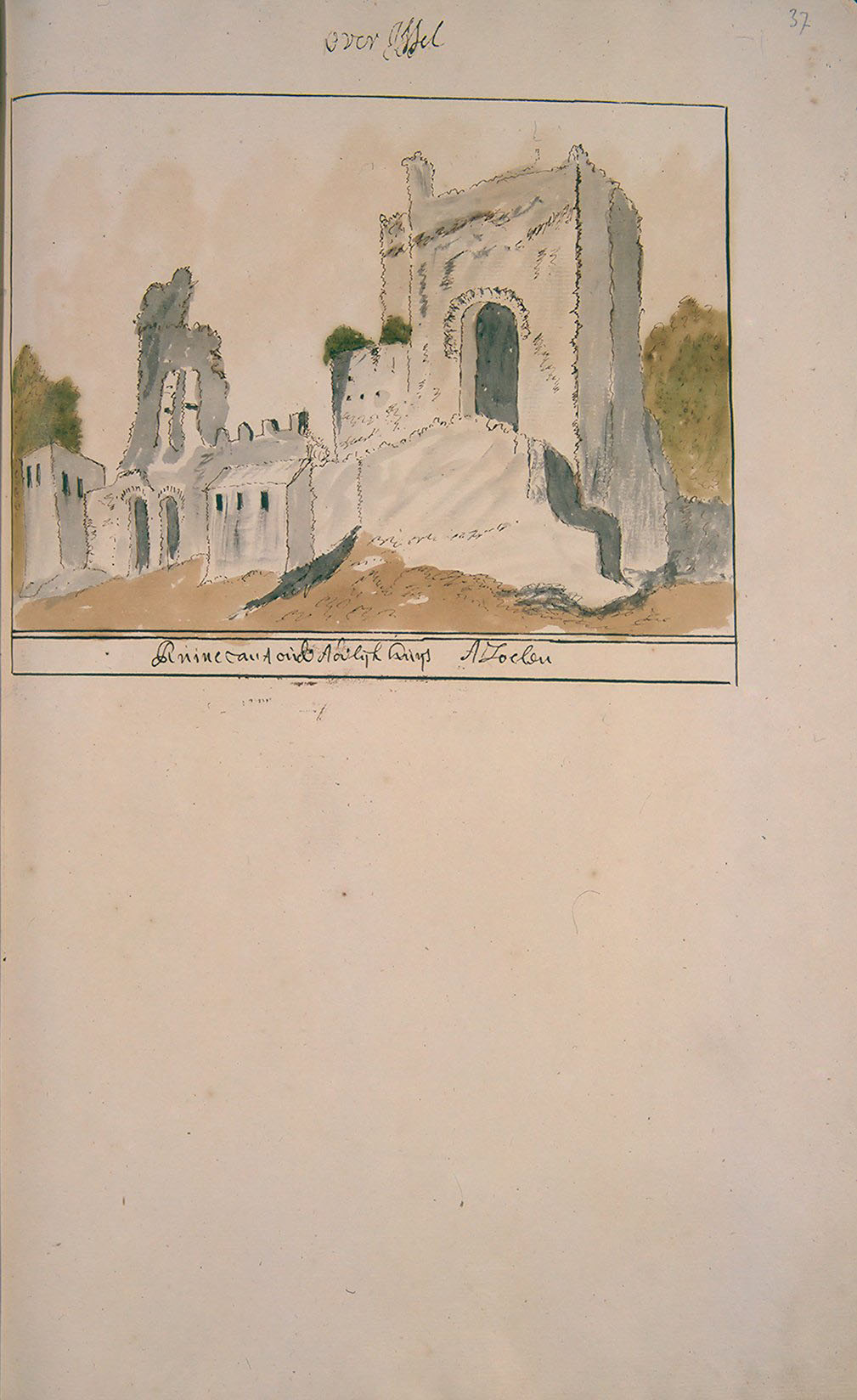
Tekening van de ruïne Azoelen, door Andries Schoemaker

De havezate was een relatief klein gebouw. Eind 17e eeuw werd het goed aangeslagen voor vier of vijf vuursteden, hetgeen wijst op de bescheiden afmetingen van het gebouw.
Na 1706 werd het oude huis door Van Rechteren vervangen door nieuwbouw. Dit omgrachte rechthoekige huis had op het voorplein twee bouwhuizen staan; het gehele complex werd door een tweede gracht omgeven.

### Azoelen
Even ten zuiden van de havezate was een overtuin die ook wel is aangeduid als de locatie van het voormalige kasteel Azoelen. In 1732 bezochten Andries Schoemaker en de tekenaars Cornelis Pronk en Abraham de Haen de havezate, waarbij De Haen een tekening van deze overtuin maakte. Zij beschouwden de tuin als de plek van het kasteel Azoelen. Schoemaker schreef in 1735 in zijn Korte Beschryving van Overissel dat de tuin een omgrachte, van bomen voorziene heuvel was waarop het kasteel ooit had gestaan, en hij voegde een tekening van een ruïne toe die hij had gemaakt naar een voorbeeld van waarschijnlijk Jacobus Stellingwerf.
De drie tekenaars zullen het verhaal over Azoelen hebben gelezen in een boekwerk uit 1732 van de geschiedkundige Gerhard Dumbar. Hij vermeldde hierin het kasteel Azoelen dat volgens hem nabij Mennigjeshave zou hebben gestaan.
Het is niet duidelijk of het kasteel Azoelen hier daadwerkelijk heeft gestaan. Waarschijnlijk was de zogenaamde kasteelplaats niet meer dan een onderdeel van de 18e-eeuwse tuinaanleg van Mennigjeshave.
Ahnem · Den Alerdinck · Arendshorst · Arkelstein · Averbergen · Beerze · Den Berg · Bergentheim · Blankena · Borgele · Boskamp · Boxbergen · Bredenhorst · Buckhorst · Campherbeek · Collendoorn · Den Dam · Dieze · Dingshof · Den Doorn · Hof te Dorth · Eerde · Egede · De Gelder · Gerner · Glinthuis · Gramsbergen · De Groote Scheere · De Grote Weede · De Haere · Haerst · Hagenvoorde · Heemse · Herxen · Hoenlo · Hofstede (Collendoorn) · Hofstede (Raalte) · Hogenhof · Hoogehuis · Junne · Kranenburg · Krijtenberg · De Kuile · Het Laar · Langeveldslo · Leemcule · Luttenberg · Melenhorst · Mennigjeshave · Nijenhuis · Oosterveen (Junne) · Oosterveen (Nieuwleusen) · Den Ordel · De Pol (Olst) · De Pol (IJhorst) · Pothof · Rande · Rechteren · Het Reelaer · Rhaan · Rutenberg · Schoonheten · Schuilenburg · Vechterweerd · Velner · Venebrugge · Verborg · Voorst · Vrieswijk · Werkeren · Westerveld · Windesheim · Wittenstein · Wolfshagen · Zuthem
Den Aalshorst · Den Alerdinck · Huis Almelo · Arkelstein · Averbergen · Azoelen · Backenhagen · Bellinckhof · Den Berg · Huis Bergentheim · Beugelskamp · Beverfeurde · Blankena · Blokhuis · Hof te Boekelo · Borgbeuningen · Havezate Boskamp · Boxbergen · Borg Brammelo · Havezate Brecklenkamp · Bredenhorst · Buckhorst · Campherbeek · Colckhof · Den Dam · Huis Diepenheim · Dingshof · Dubbelink · Kasteel Eerde · Egede · Havezate Elsen · Everlo · Landgoed Frieswijk · Goor · Huis Gramsbergen · Grimberg · Grotenhuis · De Grote Weede · De Haere · Haerst · Hagmeule · Slot Hardenberg · Huis Heeckeren · Huis Hengelo · Herxen · Hofstede · Hogenhof · Hoikink · Hondeborg · Katenhorst · Kevelham · Kranenburg · Krijtenberg · De Kuile · Het Laar · Leemcule · Luttenberg · Mataram · Mennigjeshave · Nijenhuis (Diepenheim) · Nijenhuis (Olst-Wijhe) · Oldemeule · Oldenhof · Olidam · Oosterhof · Huis te Ootmarsum · Den Ordel · Pekkedam · Pothof · Rande · Kasteel Rechteren · Het Reelaer · Rhaan · Rutenberg · Huis Saasveld · Scherpenzeel · Havezate Schoonheten · Havezate Schuilenburg · Singraven · Stoevelaar · Kasteel Toutenburg · Twickel · Vechterweerd · Venebrugge · Kasteel Voorst · Kasteel de Waerdenborch · Warmelo · Weemselo · Wegdam · Weldam · Weleveld · Huis Werkeren · Westerflier · Westerveld · Wittenstein · Zuthem